# Lo sciopero delle mogli (film 1955)
Lo sciopero delle mogli (The Second Greatest Sex) è un film del 1955 diretto da George Marshall.